# せせらぎこみち

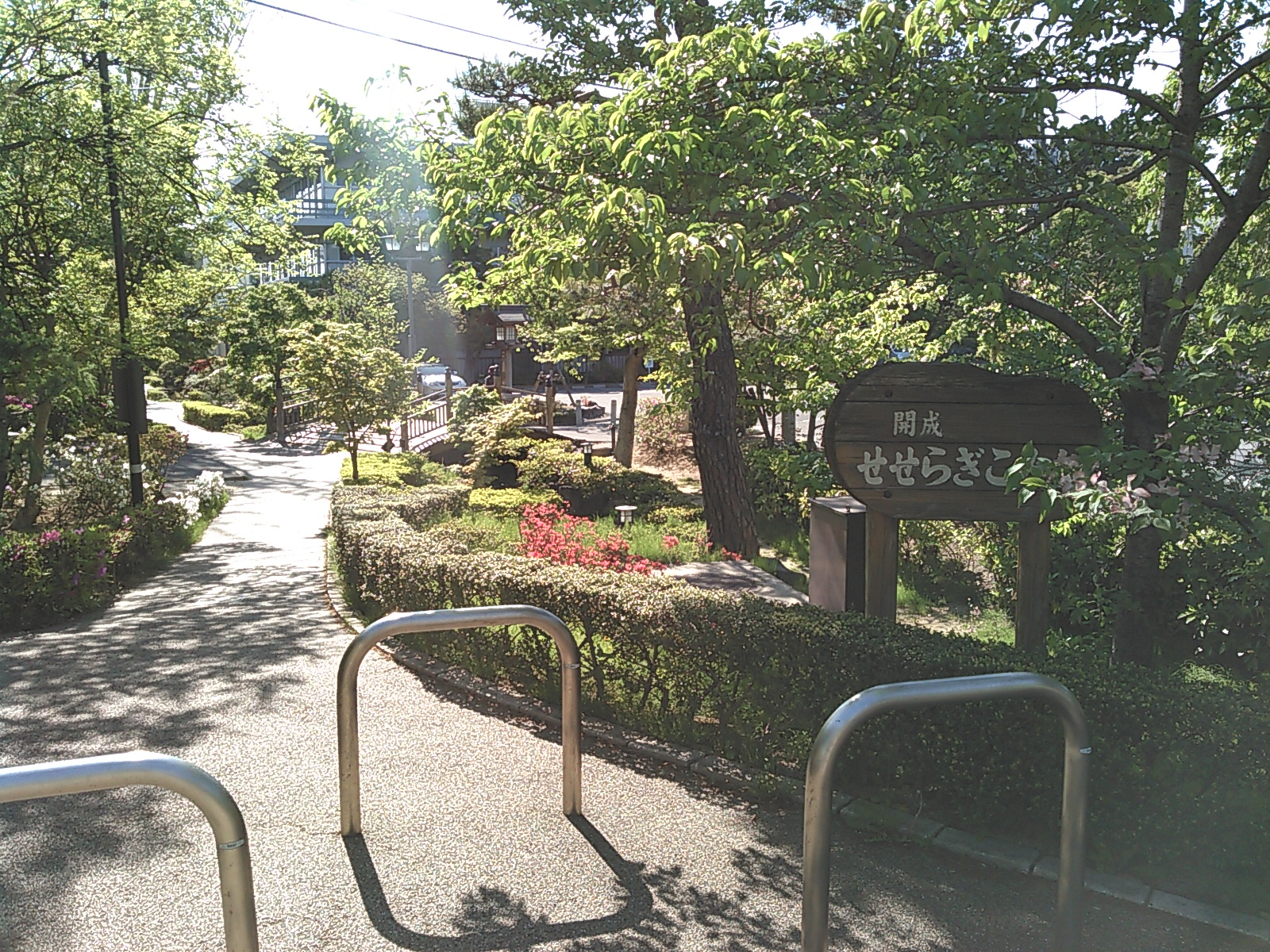
開成山大神宮側入口

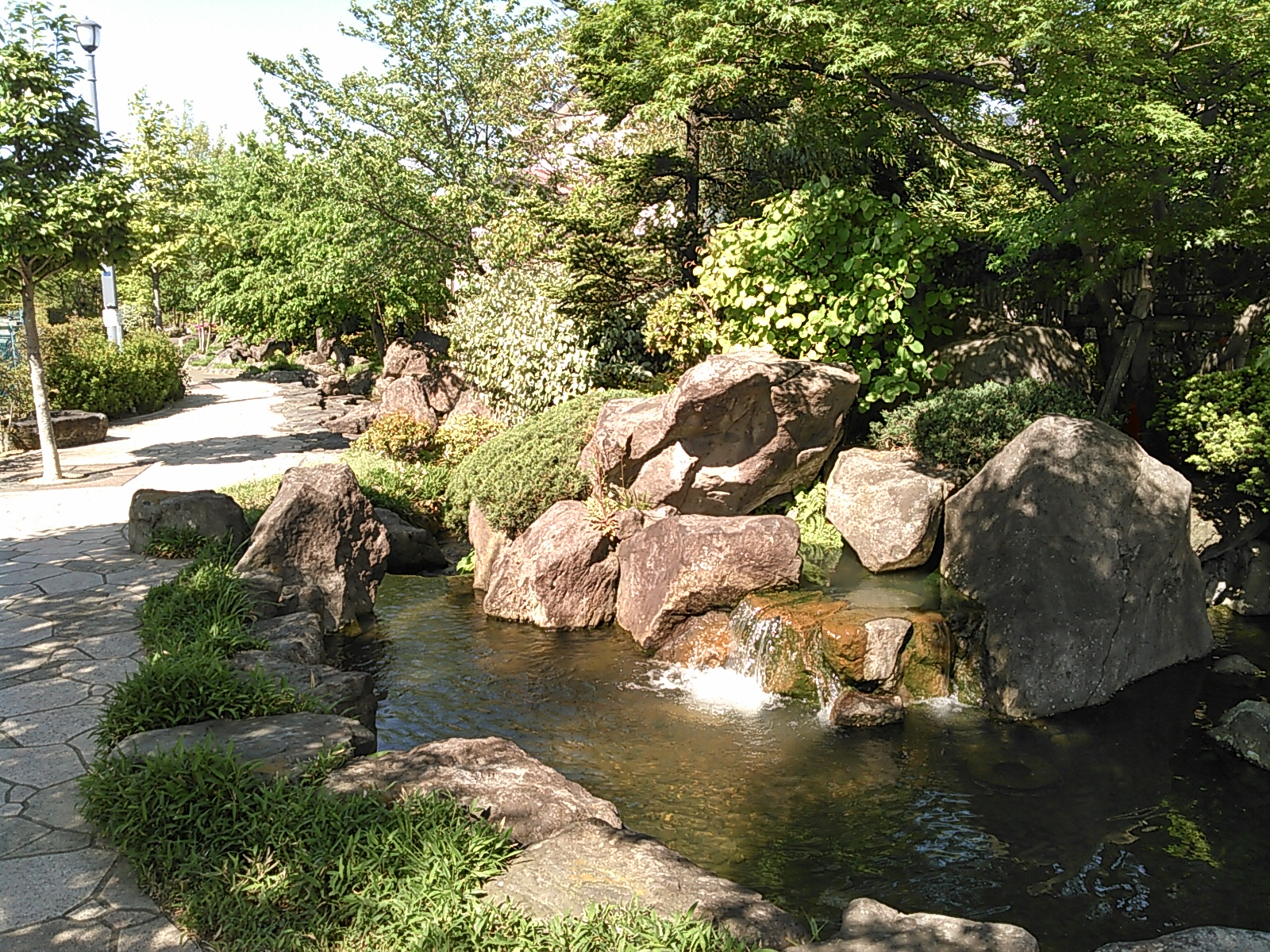
台新側入口付近

せせらぎこみちは、福島県郡山市にある遊歩道である。郡山市下水道部下水道維持課が管理。

## 概要
郡山市西ノ内二丁目 - 若葉町、開成山公園 - 台新一丁目地内を通る総延長3kmの遊歩道。水と緑をテーマにしており、小道には水が流れ、様々な花木が植えられている。散歩道や通学・通勤などに利用される。
近年安積疏水の生活排水の流入が都市化と共に進み、昔のような清流を復活させることを目的に整備された。市のアメニティの向上を図っている。事業期間は1996年 - 2001年で、総事業費は約22.3億円。
地下部と地上部の二段水路となっており、地下部で雨水排水路を流れる水を浄化施設で浄化し、浄化したものを地上部分のせせらぎ水路に流している。地下部は防火用水の機能を持ち、防災効果を高めている。地上部の水路は気軽に親しむことができる。
遊歩道は災害時の避難通路としての役割も果たしている。バリアフリーで車椅子の利用者も安心して通れる道となっている。
2004年には、南川渓谷とともに美しい日本の歩きたくなるみち500選に選出された。

## 整備区間
- 第1期工事：西ノ内せせらぎこみち（西ノ内二丁目 - 若葉町地内（1km））
- 第2期工事：台新せせらぎこみち（開成山公園 - 台新一丁目地内（2km））

## 沿道
若葉町・西ノ内せせらぎこみち
- 伝郡山城土塁跡
- うねめ通り
- 西部プラザ・イトーヨーカドー郡山店

開成・台新せせらぎこみち
- 内環状線
- 開成山公園
- 国道49号
- 開成山大神宮
- 郡山女子大学・短期大学部
- ヨークベニマル台新店

## 見られる花など
開成山付近

アセビ、ハナカイドウ、ライラック、アジサイ、サルスベリ、モッコク、カンツバキ、ユキヤナギ
台新付近

ハマナデシコ、ハナミズキ、サンゴジュ、ヤマボウシ、アヤメ、イチイ、オトメツバキ

## その他
せせらぎこみちは様々な賞を受賞している。
- 1998年9月：建設大臣賞「第7回いきいき下水道賞」（地域環境創設部門）[3]
- 2000年7月：「手づくり郷土賞」[4]
- 2000年9月：建設大臣賞「甦る水100選」[5]
- 2002年11月：「土木学会選奨土木遺産」[要出典][疑問点 – ノート]